# Ogneanovo, Blagoevgrad
Ogneanovo (în bulgară Огняново) este un sat în comuna Gărmen, regiunea Blagoevgrad,  Bulgaria. 

## Demografie
Componența etnică a satului Ogneanovo
     Bulgari (72,03%)
     Turci (2,01%)
     Romi (10,89%)
     Nicio identificare (14,5%)
     Altele (0,55%)
La recensământul din 2011, populația satului Ogneanovo era de 1.634 locuitori. Din punct de vedere etnic, majoritatea locuitorilor (72,03%) erau bulgari, existând și minorități de romi (10,89%) și turci (2,01%). Pentru 14,5% din locuitori nu este cunoscută apartenența etnică.